# Gærfabrikation i Randers
Gærfabrikation i Randers er en dansk virksomhedsfilm fra 1919.

## Handling
Film om gærfabrikationsprocessen på De Danske Spritfabrikker i Randers under mottoet: "Den der køber danske Varer, giver Arbejde til danske Hænder". Kullene føres til kedlerne. I fabrikshallen smøres maskineriet løbende. Kornet ankommer til fabrikken, det renses og sorteres. Herefter forberedes det til spiring (maltning) ved udblødning i vand. Malten må knuses og i syringskar for at tjene til næring for gærcellerne. Restproduktet mask bruges til kreaturfoder. Gærceller ses i mikroskop. Urten fra sikarrene løber til gæringskarrene, hvor gæringen foregår. Efter endt gæring skilles gæren fra urten ved centrifugering og efterfølgende presning. Den færdige gær æltes i maskiner, hvorefter den pakkes.